# 김종대 (1962년)
김종대(金宗大, 1962년 ~ )는 대한민국의 개신교 목사이자 보수 성향의 시민운동가이다. 대전광역시 유성구에 위치한 하늘소망교회의 담임목사이며, 대한민국바로세우기국민운동본부의 대표로 활동하고 있다. 그는 전광훈 목사의 오랜 측근으로 알려져 있으며, 광화문 등지에서 열리는 대규모 보수 집회의 실질적 조직자이자 대국본 산하 풀뿌리 조직인 ‘자유마을’의 기획 및 운영을 주도하고 있다. 안양대학교 신학과를 졸업하였으며, 2000년대 이후 보수 개신교 진영의 정치·사회적 운동에 참여하고 있다.

## 생애
김종대(金宗大, 1962년 ~ )는 대한민국의 개신교 목사이며, 보수 성향의 시민운동가로 활동하고 있다. 안양대학교 신학과를 졸업한 후 목회 활동을 시작하였으며, 대전광역시 유성구에 위치한 하늘소망교회의 담임목사로 재직 중이다. 그는 2000년대 이후 보수 기독교계를 중심으로 한 정치적·사회적 활동에 참여하였으며, 2019년 전광훈 목사가 이끄는 시국 선언 및 보수 집회 운동에 동참하면서 전국 단위 시민운동에 본격적으로 관여하기 시작하였다. 이후 그는 대한민국바로세우기국민운동본부(대국본)의 조직 실무를 주도하며 사무총장을 거쳐 2022년 대표로 선출되었고, 해당 단체의 전국 조직망인 ‘자유마을’의 구축과 운영을 통해 지역 단위의 집회 동원 체계를 정비하였다. 김종대는 전광훈 목사의 최측근으로 평가되며, 광화문 등지에서 정기적으로 열리는 탄핵 반대 및 보수 결집 집회의 기획 및 집행을 실질적으로 이끌고 있는 인물로 언론에 보도되었다. 그는 ‘극우’라는 지칭에 대해 부정적인 입장을 표명하며 자신과 대국본의 활동이 자유민주주의와 헌법 질서 수호를 위한 것임을 강조하고 있으며, 윤석열 대통령 탄핵 반대와 주사파 척결을 주요 목표로 내세우는 시민운동의 노선을 견지하고 있다. 김종대는 대외적으로는 공개 활동을 자제하는 편이지만, 내부적으로는 연설, 조직 관리, 전략 수립 등에서 중심적인 역할을 수행하고 있으며, 대국본의 정기 집회 운영 자금은 정기 회원 회비, 교회 차입, 성금 등으로 충당된다고 밝힌 바 있다. 2020년대 중반 이후에는 2030세대의 참여가 확대되었음을 강조하며, 젊은 세대와의 연대를 기반으로 한 보수 시민운동의 확장을 주장하고 있다.